# Focused
Focused é o segundo álbum de estúdio do cantor de reggae português Richie Campbell lançado no dia 03 de Dezembro de 2012.
O primeiro single tem como titulo "That's How We Roll" que foi lançado em 09 de Abril de 2012, também disponível para compra no iTunes. O segundo single chama-se "Love Is an Addiction" com a participação da cantora de Reggae Ikaya, lançado a 15 de Outubro de 2012. O terceiro single chama-se "Get With You" que foi lançado a 16 de Junho de 2013.
O álbum está disponível para compra online no iTunes.

## Alinhamento de faixas
| N.º | Título                                    | Compositor(es) | Duração |  |
| 1.  | "That's How We Roll"                      |                | 3:44    |  |
| 2.  | "Get With You"                            |                | 4:00    |  |
| 3.  | "Love Is an Addiction (feat. Ikaya)"      |                | 4:23    |  |
| 4.  | "More Than Air"                           |                | 3:46    |  |
| 5.  | "Sacrifice My Life"                       |                | 4:29    |  |
| 6.  | "Chill"                                   |                | 3:43    |  |
| 7.  | "Gonna Leave You"                         |                | 3:01    |  |
| 8.  | "Good for Me"                             |                | 3:39    |  |
| 9.  | "Going Out"                               |                | 3:41    |  |
| 10. | "Society"                                 |                | 3:30    |  |
| 11. | "What a Day"                              |                | 3:37    |  |
| 12. | "Piece of Bread"                          |                | 2:52    |  |
| 13. | "Angel By My Side (feat. Turbelence)"     |                | 4:26    |  |
| 14. | "It Takes a Revolution (feat. Anthony B)" |                | 4:00    |  |
| 15. | "Don't Panic"                             |                | 3:00    |  |